# Loek Huisman
Loek Huisman (Bandung, 25 januari 1926 – Wenen, 29 december 2017) was een Nederlands toneelspeler, regisseur, auteur en vertaler. Huisman woonde en werkte het grootste deel van zijn leven in Oostenrijk. Hij is als toneelspeler te zien geweest in het Burgtheater (Wenen), het Salzburger Landestheater, het Residenztheater (München) en bij de Salzburger Festspiele.

## Jeugd
Huisman werd in 1926 te Bandung (Java) geboren en bracht zijn jeugd door op Java en Sumatra. Na de middelbare school in Den Haag, waar hij eindexamen HBS deed in 1944, volgde hij toneellessen. In 1946 maakte hij een zes maanden durende tournee door Nederlands-Indië, aansluitend was hij een jaar lang leerling aan het Theater in Den Haag. Intussen deed hij toelatingsexamen aan het Max Reinhardt Seminar in Wenen.

## Acteur en regisseur
Van 1950 tot 1954 was hij als toneelspeler verbonden aan het Burgtheater en 'Die Insel' in Wenen, en aan het Salzburger Landestheater. In 1955 kwam hij naar München, waar hij het toneelspelen opgaf en begon te schrijven. Zijn hoorspel 'Die Liebe zu mir' (1959) werd door Duitse radiostations uitgezonden en, onder de titel 'Love and Gratitude' ook door de BBC.
In 1968 ensceneerde hij een Goethe-avond voor Helene Thimig, Johanna Matz en Michael Heltau. Die had zodanig succes, dat het Burgtheater er een wereldtournee mee organiseerde. Vele regie-opdrachten volgden, onder meer voor het Wiener Volkstheater. Huisman was ook betrokken bij de 'Wiener Festwochen'.

## Dramaturg en vertaler
In het bijzonder werd Huisman bekend door de tekstuele en muzikale dramaturgie voor de soloavonden van zijn levenspartner, de acteur en zanger Michael Heltau, met wie hij 64 jaar leefde en werkte, en voor wie hij op maat gemaakte televisie- en liveshows schreef en regisseerde, die in de jaren 1970 onder de naam 'Liedercircus' ook op de Nederlandse televisie waren te zien.
Daarnaast maakte Huisman naam als vertaler. In opdracht van Diogenes Verlag bewerkte hij, onder meer voor de Italiaanse regisseur Giorgio Strehler, in 1973 'Romeo en Julia' van Shakespeare, in een nieuwe vertaling, voor de Salzburger Festspiele. Naast theaterstukken vertaalde hij vele titels van Franse chansonlegendes zoals Brel, Aznavour, en Trenet in het Duits.

## Onderscheiding
In 2004 werd hem het Oostenrijkse Erekruis voor Wetenschap en Kunst 1e Klasse opgespeld door staatssecretaris voor Kunsten Franz Morak. Die noemde Loek Huisman iemand die in der Stille an die Zusammenhänge dachte. De vroegere directeur van het Burgtheater, tegenwoordig chef van de Münchner Staatsoper, Klaus Bachler, beschreef Huisman bij die gelegenheid als iemand die zich altijd de vrijheid gepermitteerd heeft om dát te doen, wat hij denkt.
Huisman werkte alleen voor mensen met wie hij goed kon opschieten. In familiekring zei hij dan ook Ik werk alleen voor vrienden. Hij overleed op 29 december 2017 in zijn woonplaats Wenen op 91-jarige leeftijd.
- Gemeinsame Normdatei: 1104947986
- Virtual International Authority File: 18146825627407632532
- WorldCat: E39PBJtcBTXrMCFxhRmKFDryVC